# Benefaktor

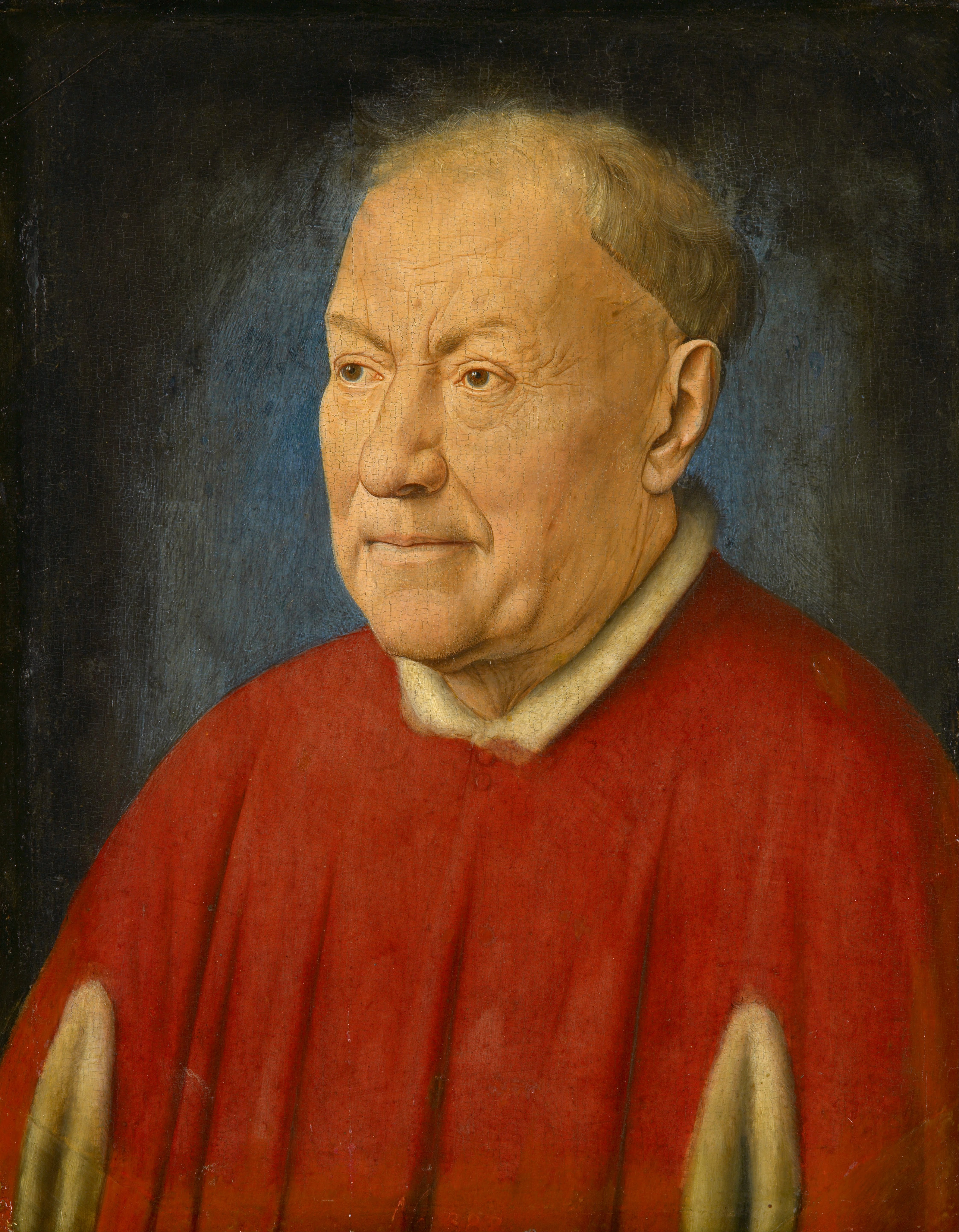
Bl. kardinál Albergati byl benefaktorem např. Mikuláše V.

Benefaktor (dobrodinec) je osoba poskytující nějakou pomoc ve prospěch příjemce, kterou je osoba, skupina nebo organizace. 

## Charakteristika
Častou formou pomoci je peněžní příspěvek ve formě dotace na nějaký účel. Benefaktoři jsou humanitární či charitativní mecenáši, kteří poskytují pomoc v mnoho formách. Příkladem benefaktora je finanční podpora univerzitnímu studentovi (latinsky alumnus), nebo poskytnutí jiné individuální podpory. Slovo je složeninou latinských slov bene (dobře) a factor (činitel).